# Birger Karlberg
Birger Nathanael Karlberg, född den 8 mars 1882 i Lidhults församling, Kronobergs län, död den 21 mars 1963 i Halmstad, var en svensk ämbetsman.
Karlberg avlade juris kandidatexamen vid Lunds universitet 1908. Han blev extra ordinarie landskontorist i Hallands län 1904, ordinarie landskontorist där 1909, extra länsbokhållare 1917, ordinarie länsbokhållare 1918 och länsassessor 1919. Karlberg var sekreterare i Hallands läns landsting 1916–1930 och landskamrerare i Hallands län 1930–1947. Han blev riddare av Vasaorden 1927 och av Nordstjärneorden 1935 samt kommendör av andra klassen av Nordstjärneorden 1945. Karlberg vilar i sin familjegrav på Lidhults kyrkogård.